# São José do Rio Pardo
São José do Rio Pardo es un municipio brasileño del estado de São Paulo. Se localiza a una latitud 21º35'44" sur y a una longitud 46º53'19" oeste, estando a una altitud media de 676 metros. Su población en 2010 es de 51 910 habitantes.

## Geografía

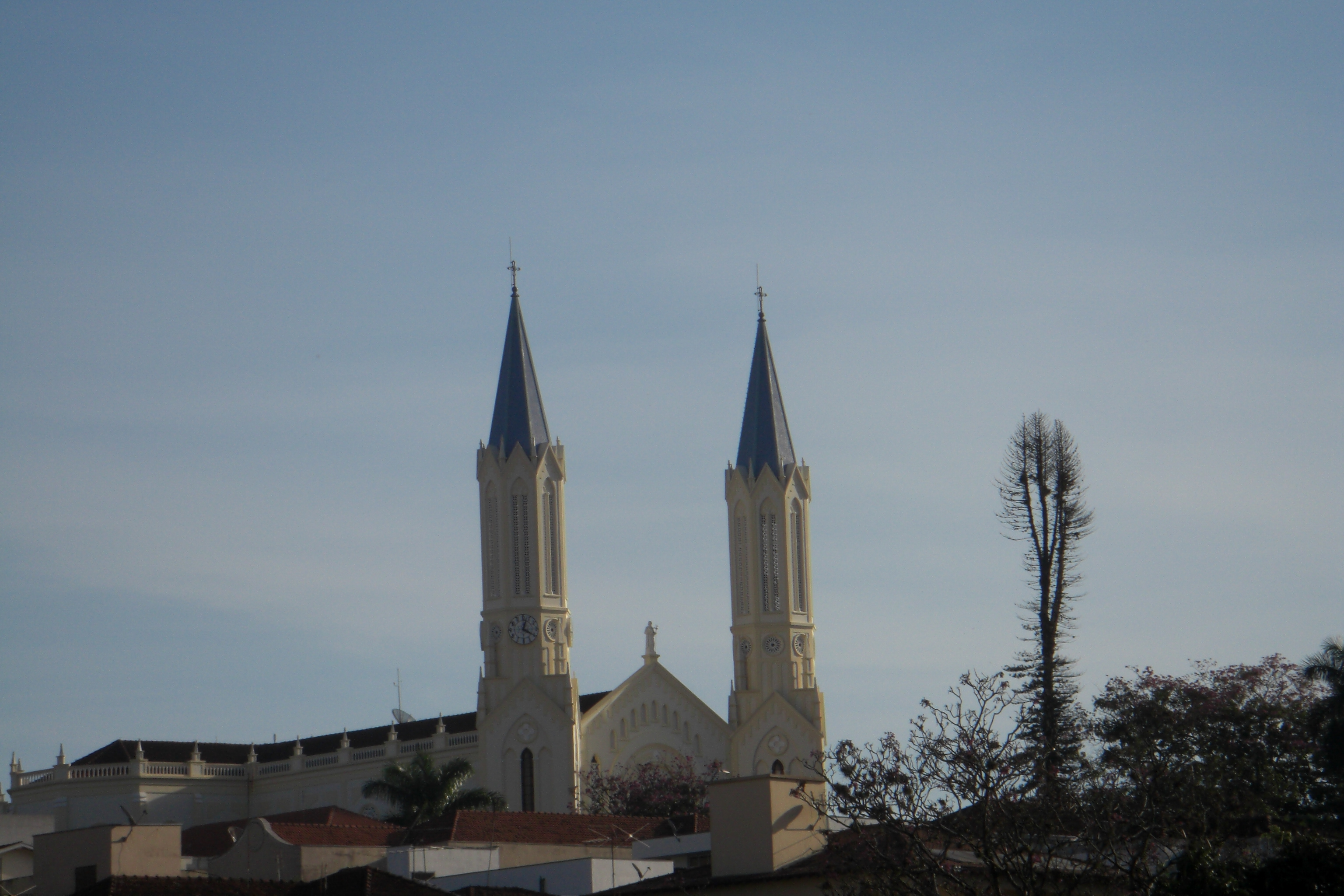
Iglesia Principal de São José do Río Pardo.

El punto más alto del municipio es el Colina de la Antena (canal 2), con 1.050 metros de altitud. El municipio se encuentra insertado en lal Meseta Atlántica.
El clima de São José do Rio Pardo es tropical de altitud (Cwa). La temperatura máxima registrada en la ciudad fue de 36,4 °C el 26 de septiembre de 2003, y La mínima fue de 0,5 °C en julio de 1994.

### Transportes

#### Carreteras
El municipio de São José do Rio Pardo es servido por dos carreteras, La SP-350 y La SP-207.

## Educación
El municipio posee dos instituciones de educación superior: La Facultad Euclides de la Cunha (FEUC) y un campus de la Universidad Paulista (UNIP), además de una unidad de la Escuela Técnica Estatal (Etec) del Centro Paula Souza

## Iglesia Católica
El municipio pertenece a la Diócesis de São João da Boa Vista. En el barrio Villa Pereira se encuentra instalada La Abadía de Nuestra Señora de Sao Bernardo.

## Administración
- Prefecto: Juán Luís Soares de la Cunha(2009/2012)
- Viceprefecto: José Carlos Zanetti
- Presidente de la cámara: Caco Gumieri (2011/2012)